# Fernanda Chicolet
Fernanda Chicolet (Palmital, 14 de setembro) é uma atriz e roteirista brasileira.

## Biografia
Fernanda Chicolet graduou-se na Escola de Comunicações e Artes da Universidade de São Paulo, em 2005 e no Centro de Pesquisa Teatral, de Antunes Filho, em 2004. Participou como atriz de inúmeras peças de teatro e filmes, e desenvolve sua carreira na articulação entre a atuação e o roteiro.
É sócia-fundadora da produtora Arte In Vitro Filmes, inaugurada em 2011 e que assina a produção de 4 curtas-metragens - APHASIA, ANIMADOR, COLOSTRO e DEMÔNIA- filmes que já foram exibidos em vários festivais de cinema, como o 51º New York Film Festival (EUA), o 49º Festival de Brasília, o 41º Festival de Cinema de Gramado (Brasil) e o 45º Festival de Cine de Huesca (Espanha).
Por Animador, seu primeiro projeto em que foi responsável pelo roteiro, direção e atuação, recebeu cerca de trinta prêmios e menções nesses festivais no Brasil e exterior.

## Carreira

### Cinema
- Talismã (2025) - personagem Tereza [protagonista] - direção Thais Fujinaga (longa-metragem)
- Ruído da Pele (2024) - personagem Renata - direção Gustavo Milan  (longa-metragem)

- O Livro dos Prazeres (2019) - personagem Malu - direção Marcela Lordy (longa-metragem)[7]

- Raia 4 (2018) - personagem Marta - direção Emiliano Cunha (longa-metragem)[8]
- Homem Onça (2017) - personagem Fernanda - direção Vinícius Reis (longa-metragem)[9]
- Demônia - Melodrama em 3 Atos (2016) - personagem Myriam - direção Cainan Baladez e Fernanda Chicolet (média-metragem)[10]
- Deusa (2015) - personagem Deusa - direção Bruna Callegari (curta-metragem)[11]
- Linha de Fuga (2015) - personagem Mata Hari - direção Alexandre Stockler (longa-metragem)
- Colostro (2013) - personagem Rita - direção Cainan Baladez e Fernanda Chicolet (curta-metragem)[12]
- Animador (2012) - personagem Ligia - direção Cainan Baladez e Fernanda Chicolet (média-metragem)[13]
- Aphasia (2011) - personagem Mia - direção Cainan Baladez e Cíntia Di Giorgi (média-metragem)[14]
- A Visita (2010) - personagem Ana - direção Thais Fujinaga (curta-metragem)[15]

### Teatro
- Edite, Pescoço de Cisne (2010) - direção Cainan Baladez - Teatro da Vertigem (leitura dramática)[16]
- Quase de Verdade (2006 a 2009) - direção Cainan Baladez[17]
- Apenas um Copo D' Água (2003) - direção Eliana Teruel e Marília Risi
- A Noite Antes das Florestas (2002) - direção Beth Lopes
- Tragédia Andaluza (2001) - direção Maurício Veloso

### Televisão
- Notícias Populares (2023) - personagem Dra. Roberta Saad - direção Marcelo Caetano - Canal Brasil
- As Five (2020) - personagem Ginecologista - direção José Eduardo Belmonte - TV Globo

- Corações Feridos (2010) - personagem Aninha - direção Del Rangel - SBT
- Vende-se um Véu de Noiva (2009) - personagem Margarida - direção Del Rangel - SBT

## Prêmios
- Melhor Atriz, Roteiro, Direção, Filme - Demônia - 40º Festival Guarnicê de Cinema (2017)[18]
- Melhor Atriz - Demônia - Festival de Cinema de Lajeado (2017)[19]
- Melhor Atriz - Demônia - Mostra Sesc de Cinema (2017)[20]
- Indicado ao Grande Prêmio do Cinema Brasileiro - Demônia (2017)[21]
- Melhor Filme / Júri Popular - Demônia - 18º Festival do Rio (2016)[22]
- Melhor Filme de Público, Prêmio Especial do Júri - Demônia - 26º Curta Cinema (2016)[23]
- Melhor Atriz - Colostro - 5º Festival Curta Coremas (2015)[24]
- Melhor Atriz - Colostro - 7º Festival de Cinema de Triunfo (2014)[25]
- Melhor Atriz - Animador - 36º Festival Guarnicê de Cinema (2013)[26]
- Melhor Atriz - Colostro - 20º Vitória Cine Vídeo (2013)[27]
- Melhor Atuação - Animador - 7º Curta Cabo Frio (2013)[28]
- Melhor Roteiro - Animador - 7º Curta Cabo Frio (2013)[28]
- Melhor Atriz - Animador - CineFestiVal (2013)[29]
- Melhor Atriz - Animador - FantasNor (2013)[30]
- Menção Honrosa Atriz - Animador - Semana Paulistana de Curta-Metragem (2013)[31]
- Melhor Atriz - Quase de Verdade - International Theatre Festival of Morocco (2007)[32]
- Melhor Roteiro - Animador - 21º Curta Cinema (2011)[33]
- Melhor Filme - Colostro - 9º Curta Ourinhos (2015) [34]
- Melhor Filme - Animador - ABD/PE - V Janela Internacional de Cinema (2012)[35]
- Melhor Filme - Animador - Júri Cinema - XI Araribóia Cine (2012)[36]
- Prêmio de Contribuição Artística - Animador - 2º Olhar de Cinema (2013)[37]